# Les Islettes
 Les Islettes  es una población y comuna francesa, en la región de Lorena, departamento de Mosa, en el distrito de Verdún y cantón de Clermont-en-Argonne.
Fue una población muy activa, conocida por sus actividades de cerámica y vidrio.

## Demografía[3][1]
| 946 | 1 064 | 1 082 | 1 278 | 1 296 | 1 404 | 1 317 | 1 291 | 1 162 | 1 170 | 1 177 | 1 284 | 1 280 | 1 465 | 1 539 | 1 635 | 1 718 | 1 631 | 1 488 | 1 603 | 1 568 | 1 427 | 1 426 | 1 413 | 1 247 | 882 | 993 | 1 074 | 1 023 | 927 | 788 | 815 | 813 | 846 |
| Para los censos de 1962 a 1999 la población legal corresponde a la población sin duplicidades (Fuente: INSEE [Consultar]) |       |       |       |       |       |       |       |       |       |       |       |       |       |       |       |       |       |       |       |       |       |       |       |       |     |     |       |       |     |     |     |     |     |